# Seznam nizozemskih jezikoslovcev
Seznam nizozemskih jezikoslovcev.

## A
- Theodorus Janssonius van Almeloveen
- Mario Alinei
- Samuel Ampzing

## B
- Jan Bake
- Johannes Goropius Becanus
- Lambert Bos
- Marcus Zuerius van Boxhorn
- Hugo Brandt Corstius
- Bernhard Egidius Konrad ten Brink
- Hendrik Brugmans
- Pieter Burmann mlajši

## C
- Piet Cleij
- Carel Gabriel Cobet

## D
- Louis de Dieu
- Teun A. van Dijk (Teun Adrianus van Dijk)
- Simon C. Dik

## E
- Thomas van Erpe

## G
- Johannes Goropius Becanus

## H
- Tiberius Hemsterhuis

## J
- Mark Janse
- Arie de Jong

## K
- Alwin Kloekhorst
- Jan Knappert
- Hans van de Koot
- Frederik Kortlandt (Frederik Herman Henri Kortlandt)
- Jan Koster

## L
- Joannes de Laet

## N
- Ad Neeleman

## P
- Perizonius
- Tijmen Pronk
- Erycius Puteanus

## R
- Hans Ras
- Adrian Reland

## S
- Isaac Jacob Schmidt
- Albert Schultens
- John James Schultens
- Henry Albert Schultens
- Hendrik Laurenszoon Spiegel
- Han Steenwijk (Johannes Jacobus Steenwijk)

## V
- Klaas Veenhof
- Willem Vermeer (1947-)
- Jan van Vliet

## W
- Jeroen Wiedenhof
- Nicolaas van Wijk (1880-1941)
- Heinrich Wullschlägel

## Z
- Petrus Josephus Zoetmulder